# Irène Kälin
Irène Kälin (Lenzburg, 6 februari 1987) is een Zwitserse politica voor de Groene Partij van Zwitserland (GPS/PES) uit het kanton Aargau. Van 2021 tot 2022 was ze voorzitster van de Nationale Raad.

## Biografie
Irène Kälin studeerde islamologie en godsdienstwetenschap.
Van januari 2010 tot november 2017 was ze lid van de Grote Raad van Aargau. Sinds april 2014 was ze fractievoorzitter van de Groene Partij in de Grote Raad. Van april 2012 tot april 2015 was ze vicevoorzitster van haar partij. Sinds 27 november 2017 is ze lid van de Nationale Raad. Op 29 november 2021 werd ze met 151 op 166 geldige stemmen verkozen tot Voorzitster van de Nationale Raad.
Ze woont in Oberflachs en heeft een kind.